# Teorema de Jordan–Schönflies
El teorema de Jordan-Schönflies és un resultat en l'àmbit de la topologia. Rep el seu nom dels matemàtics Camille Jordan, qui l'enuncià, i Arthur Moritz Schönflies, qui el demostrà l'any 1908. És una generalització del teorema de la corba de Jordan.

## Enunciat
Sigui {\displaystyle c} una corba simple tancada en un pla {\displaystyle E} que separa {\displaystyle E} en dues regions. Aleshores existeix un homeomorfisme {\displaystyle f:E\rightarrow E} pel qual la imatge de {\displaystyle c}, {\displaystyle f(c)} és un cercle unitari.
Aquest enunciat planteja que una corba simple tancada en el pla euclidià parteix el pla en exactament dues parts: la interior i l'exterior a la corba. Tot i que aquest resultat sembla evident per la intuïció, és fascinantment difícil de demostrar.
Un enunciat equivalent és el següent: Sigui {\displaystyle J} una corba simple tancada en {\displaystyle \mathbb {R} ^{2}}, aleshores l'adherència d'una de les components de {\displaystyle \mathbb {R} ^{2}\backslash J} és homeomorfa a la 2-bola.

## Demostracions
Es coneixen diverses demostracions del teorema de Jordan-Schönflies, entre elles una fent servir el teorema de la representació conforme de Riemann (o teorema del mapeig de Riemann), una del noruec Helge Tverberg que es val només d'aproximacions per polígons i una basada en el teorema de Kuratowski sobre grafs planars, basada en que {\displaystyle K_{3,3}} no és planar. Ara bé, una de les demostracions més senzilles és la que es val de la teoria de Morse.